# Brabant Való
El Brabant Való (francès Brabant wallon, való Roman Payis o Braibant Walon) és una província de Bèlgica que forma part de la regió de Valònia, creada el 1995 de la partició de la província bilingüe de Brabant.

## Municipis del Brabant Való
1. Beauvechain - Bevekom

2. Braine-l'Alleud - Eigenbrakel

3. Braine-le-Château - Kasteelbrakel

4. Chastre

5. Chaumont-Gistoux

6. Court-Saint-Étienne

7. Genappe - Genepiën

8. Grez-Doiceau - Graven

9. Hélécine - Heylissem

10. Incourt

11. Ittre - Itter

12. Jodoigne - Geldenaken

13. La Hulpe - Terhulpen

14. Lasne

15. Mont-Saint-Guibert

16. Nivelles - Nijvel

17. Orp-Jauche

18. Ottignies-Louvain-la-Neuve

19. Perwez - Perwijs

20. Ramillies

21. Rebecq - Roosbeek

22. Rixensart

23. Tubize - Tubeke

24. Villers-la-Ville

25. Walhain

26. Waterloo

27. Wavre - Waver

## Governadors
- 1995-2000 : Valmy Féaux
- 2000-2007 : Emmanuel Hendrickx
- 2007- : Marie-José Laloy, nomenat pel Govern való